# Cirrospilus salatis
Cirrospilus salatis är en stekelart som beskrevs av Walker 1838. Cirrospilus salatis ingår i släktet Cirrospilus och familjen finglanssteklar. Arten är reproducerande i Sverige. Inga underarter finns listade i Catalogue of Life.